# Revolución Chemnitz
Revolución Chemnitz es el nombre propio de un grupo terrorista oriundo del área de Chemnitz. El grupo atacó a personas con antecedentes migratorios en Chemnitz el 14 de septiembre de 2018 y se dice que planeó un "ataque contra la dictadura de los medios y sus esclavos" para el 3 de octubre de 2018, el Día de la Unidad Alemana. Los ocho miembros masculinos del grupo se encontraban detenidos a la espera del veredicto. El 24 de marzo de 2020, el Tribunal Regional Superior de Dresde dictó sentencia: los miembros fueron condenados a varios años de prisión por pertenecer a una organización terrorista y, en parte, por quebrantamiento del orden público.

## Cronología
La secuencia de hechos sigue siendo objeto de las investigaciones y, según información recolectada anteriormente, es la siguiente:
- 10 de septiembre de 2018: Christian K., electricista de 31 años y presunto líder del grupo, fundó un grupo de chat con el nombre "Revolución Chemnitz" en el servicio de mensajería Telegram. Según la Fiscalía Federal, los miembros fueron reclutados de la escena hooligan, skinhead y neonazi en el área de Chemnitz. Se dice que K. llamó al grupo a "cambiar la historia de Alemania". Se dice que el grupo Clandestinidad Nacionalsocialista (NSU, por sus siglas en inglés) ha sido mencionado en el grupo de chat como un "grupo de jardín de infantes preescolar".[4][5]

Los miembros del grupo habían estado activos en Internet desde el otoño de 2013. En Facebook, por ejemplo, habían advertido de la “muerte del pueblo” e insultado a refugiados y extranjeros como “gusanos” y “terroristas”. Se dice que varios de los acusados posteriores participaron en la manifestación encabezada por AfD, Pegida y Pro Chemnitz el 1 de septiembre de 2018.
- 14 de septiembre de 2018: Se dice que los miembros del grupo, incluido Christian K., actuaron como "justicieros" e inicialmente intentaron verificar las identificaciones de varias personas que celebraron su cumpleaños en la Schloßteichinsel en Chemnitz. Finalmente atacaron a otro grupo, formado por extranjeros y alemanes, utilizando botellas de vidrio, guantes de cuarzo y una pistola paralizante. Junto con otros extremistas de derecha dispuestos a utilizar la violencia, se dice que atacaron e hirieron a varias personas. Un hombre de origen paquistaní resultó herido en la cabeza. Christian K. fue detenido este día en nombre de la fiscalía de Chemnitz por una ruptura del orden particularmente grave.[7]

- 21 de septiembre de 2018: En este día, el Fiscal Federal inició investigaciones sobre la sospecha de la formación de una organización criminal según el artículo 129 del Código Penal alemán sobre la base de los hechos violentos en Chemnitz, y reconoció indicios de “un objetivo terrorista ”. Posteriormente, los investigadores asumieron que los delitos del 14 de septiembre eran una "prueba de funcionamiento" de un evento planeado por los acusados para el Día de la Unidad Alemana el 3 de octubre de 2018, pero que aún no se explica completamente en sus detalles.[8][9]

- En nombre del fiscal general, un total de seis hombres de entre 20 y 30 años fueron arrestados en Sajonia y Baviera bajo sospecha de formar una organización terrorista de derecha. Más de 100 agentes de la policía sajona participaron en la operación. Uno de los arrestados fue Tom W., quien fue juzgado hace diez años, como miembro del grupo neonazi prohibido Sturm 34, que había llevado a cabo varios ataques en el centro de Sajonia. Sobre la base de sus sentimientos de extrema derecha, según los investigadores, los miembros del grupo apuntaban a una "superación revolucionaria" del Estado democrático. Según la FAZ, los objetivos de los ataques del grupo incluían tanto a extranjeros como a políticos, periodistas y “jefes de la sociedad civil que defienden la democracia, la libertad y el estado de derecho”. Los miembros habían intentado obtener armas de fuego semiautomáticas.[10][11][12]

- El 4 de octubre de 2018: Stephan J. Kramer, presidente de la Oficina para la Protección de la Constitución de Turingia, declaró que veía tendencias hacia un nuevo terrorismo de derecha.[1]

- El 24 de octubre de 2018: La Oficina Estatal de Protección de la Constitución en Sajonia advirtió sobre nuevos actos de violencia contra los migrantes y en este contexto también nombró a los detenidos en la "Revolución de Chemnitz".[13]

- El 25 de junio de 2019, la Fiscalía Federal de Karlsruhe presentó cargos contra ocho miembros de la “Revolución Chemnitz”.

El primer día del proceso penal contra ocho acusados fue el 30 de septiembre de 2019 en el Tribunal Regional Superior de Dresde. Tuvo lugar frente al Senado de Seguridad del Estado en el ala de alta seguridad del Tribunal Superior Regional.

## Posibles causas
Según el politólogo Hajo Funke, a quien se considera un experto en extremismo de derecha, en Chemnitz existe una “red relacionada con el terrorismo” desde hace más de 20 años: “Esa fue la razón por la que los tres perpetradores previamente conocidos de la 'Clandestinidad Nacionalsocialista', Uwe Mundlos y Uwe Böhnhardt y Beate Zschäpe fueron por primera vez a Chemnitz cuando se escondieron. Allí estaban entre los de su propia especie.  En Chemnitz, como parte de los disturbios de finales de agosto y principios de septiembre de 2018, una alianza del ala nacional völkisch de la AfD con organizaciones de extrema derecha, hooligans y neonazis. La escena de la derecha se alimento del resentimiento y desencadenamiento de la población.
El 27 de agosto de 2018, el grupo parlamentario AfD en Hochtaunuskreis ya había publicado sobre el “comienzo de una revolución”: “En el caso de revoluciones que conocemos, en algún momento las casas de radiodifusión y las editoriales de prensa fueron asaltadas y los empleados la calle.

## Potencial de peligro
El ministro del Interior de Sajonia, Roland Wöller (CDU), describió las detenciones como un "golpe decisivo contra el extremismo y el terrorismo de derecha". Se estableció una señal clara para reconocer esas estructuras desde el principio y destruirlas. El Partido de Izquierda también elogió la represión de los investigadores, pero pidió un ritmo aún más duro en la lucha contra el extremismo de derecha. El presidente de Protección de la Constitución de Turingia Kramer informó a la RedaktionsNetzwerk Deutschland (RND) que todos los ingredientes y requisitos previos para el terrorismo de derecha eran reconocibles.

### Papel de la Oficina de Protección de la Constitución de Sajonia
El papel de la Oficina Estatal de Protección de la Constitución en Sajonia también fue discutido durante la investigación de la Fiscalía Federal y el posterior juicio contra miembros del grupo. Al parecer, las autoridades no tenían idea de los planes de la "Revolución Chemnitz", aunque sabía que el presunto líder Christian K. era un extremista de derecha.

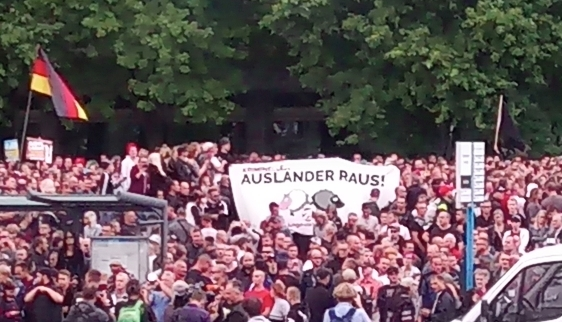
Manifestación para expulsar extranjeros el 27 de agosto de 2018 en Chemnitz

En 2005, los familiares de Christian K. se presentaron ante la Oficina para la Protección de la Constitución porque estaban preocupados por el entonces joven de 17 años que estaba involucrado en estructuras de extrema derecha. Christian K. se trasladó a Hessen en 2006. La protección constitucional sajona le había proporcionado beneficios sociales apropiados a través del centro de empleo, aparentemente para que pudiera escapar de la escena. Sin embargo, K. regresó a Sajonia después de unas semanas y declaró que se había separado de la escena extremista de derecha, dice el jefe de protección constitucional Gordian Meyer-Plath en la audiencia posterior. En los años siguientes Christian K. fue condenado varias veces por robo, fraude, sedición y uso de símbolos de organizaciones inconstitucionales. Desde la cárcel, Christian K. se ofreció a la Oficina de Protección de la Constitución en Sajonia como agente encubierto. En su carta de solicitud de dos páginas, se refirió a su experiencia en estructuras de extrema derecha: podía proporcionar detalles sobre grupo nacionalistas como "Sturm 34" y el grupo hooligan HooNaRa (hooligans nazis racistas) que apoyan al Chemnitzer Fußballclub e.V..
Sin embargo, Meyer-Plath y sus colegas decidieron no trabajar juntos, ya que K. había demostrado ser “muy poco confiable” y solo podía servir con información que ya no estaba actualizada. La familia de K. presionó nuevamente para que abandonara los estudios. A partir de 2017, la oficina tenía a Christian K. sospechoso de ser el iniciador de la página de Facebook "Revolución Chemnitz ANW" (Resistencia Nacional Alternativa) a través de informes policiales.

## Impacto mediático
Todos los medios nacionales importantes del área de habla alemana informaron. En particular, las revistas de televisión Monitor, Spiegel, Zeit, FAZ y Süddeutsche se dedicaron a este tema en detalle. Los países de habla extranjera también tomaron nota de los incidentes en Chemnitz, por ejemplo, la BBC, New York Times, Liberation y The Times of Israel. Incluso en China, la amenaza a la seguridad pública en Alemania fue recibida por extremistas de derecha.
En la prensa se hicieron referencias históricas al ataque del Oktoberfest del 26 de septiembre de 1980, a la serie de asesinatos perpetrados por la NSU y a los grupos de vigilantes OSS y Freital, ambos también activos en Sajonia y ambos oficialmente prohibidos. En los comentarios, la labor de las autoridades investigadoras fue valorada positivamente en algunos casos porque las detenciones se realizaron con tiempo antes de un posible atentado, por otro lado, políticos, poder judicial y policías también fueron fuertemente criticados por no tomar las medidas preventivas adecuadas.

## Proceso
El 24 de marzo de 2020, el Tribunal Regional Superior de Dresde condenó a los ocho acusados a penas de prisión de entre dos años y tres meses y hasta cinco años y medio, entre otras cosas, por pertenecer a una organización terrorista. Christian K. también fue condenado por ser el fundador y cabecilla de esta asociación. Los cinco que participaron en la denominada “carrera de prueba” del 14 de septiembre de 2018, también fueron condenados por alteración del orden público y uno por agresión intencionada. En el proceso, los jueces hicieron repetidamente una comparación con el "Grupo Freital" que fue desarticulado en 2016.
El tribunal consideró probado que "los hombres (...) formaron la organización terrorista de derecha" Revolución Chemnitz", cuyo objetivo era adquirir armas de fuego para derrocar el orden democrático en la República Federal y organizar la matanza de personas para desestabilizar Alemania". El juicio se llevó a cabo bajo precauciones especiales de seguridad en una sala separada del Tribunal Regional Superior. Este había sido creado previamente para el juicio contra la organización terrorista de extrema derecha “Gruppe Freital”. A pesar de la pandemia de COVID-19 en Alemania, el proceso continuó y concluyó. El 20 de mayo de 2021, el Tribunal Federal de Justicia rechazó el recurso de apelación contra las sentencias del Tribunal Regional Superior de Dresde contra los dos últimos de los ocho miembros de la “Revolución Chemnitz”, por lo que estas sentencias también se convirtieron en definitivas.